# Regió de Magdeburg
La Regió de Magdeburg (en alemany: Regierungsbezirk Magdeburg) va ser una regió administrativa (Regierungsbezirk) de la província prussiana de Saxònia, de la zona d'ocupació soviètica i de l'estat de Saxònia-Anhalt. Va existir entre 1816 i 1952 i de 1990 a 2003. La seva capital era la ciutat d'Magdeburg.

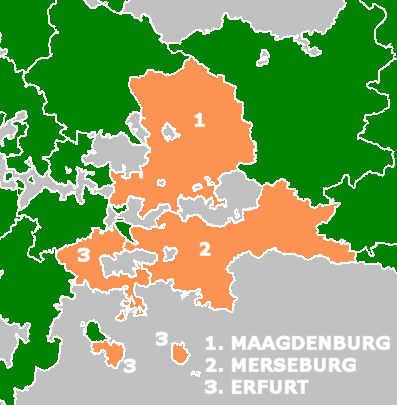
Regions de la Província de Saxònia al 1878

## Història
La província prussiana de Saxònia, formada el 1815, es va dividir en els regions d'Erfurt, Magdeburg i Merseburg el 1816. La regió de Magdeburg va formar des de 1944 fins al final de la Segona Guerra Mundial al 1945, de la província de Magdeburg. Durant la postguerra, la regió va passar a Saxònia-Anhalt.
En el transcurs de la dissolució dels estats de la República Democràtica Alemanya durant la reforma administrativa de 1952, es va dissoldre la regió. Amb les fronteres canviades es va formar el nou districte de Magdeburg
Al 1990 amb la dissolució de la RDA i el restabliment dels estats federats, també es va desintegrar el districte de Magdeburg i es va tornar a crear la regió de Magdeburg. La reforma territorial de 1994 a Saxònia-Anhalt va ampliar la regió amb l'àrea al voltant d'Aschersleben. L'1 de gener de 2004, el districte governamental va ser dissolt. Les tasques del consell regional es van fer càrrec l'administració estatal de Saxònia-Anhalt amb seu a Halle.

## Subdivisions
| Kreise (districtes) 1. Altmarkkreis Salzwedel 2. Aschersleben-Staßfurt 3. Bördekreis 4. Halberstadt 5. Jerichower Land 6. Ohrekreis 7. Quedlinburg 8. Schönebeck 9. Stendal 10. Wernigerode | Kreisfreie Städte (districte urbà) 1. Magdeburg |